# 차기환
차기환(1960년 9월 6일 ~ )은 대한민국의 배우이다.

## 생애
1981년 연극배우 첫 데뷔하였고 1988년 영화 《황무지(荒蕪地)》의 단역으로 영화배우 데뷔하였으며 1989년 KBS 한국방송공사 텔레비전 드라마에 첫 출연하였다.

## 출연작

### 연극
- 《화랑의 후예》 - 1981년
- 《5인의 해병》 - 1982년
- 《돌아오지 않는 해병》 - 1982년
- 《특공대와 돌아오지 않는 해병》 - 1982년
- 《이괄과 흥안군》 - 1993년 ... 이중로 역(단역)

### 영화
- 《황무지》 - 1988년

### 텔레비전 드라마
- 《왕룽일가》KBS 1989년
- 《저린 손 끝》KBS 1991년
- 《삼국기》KBS 1992년 - 상영 역
- 《제3공화국 》MBC 1993년
- 《언제나 푸른 마음》EBS 1994년
- 《공룡선생》SBS 1994년
- 《딸부잣집》KBS 1994년
- 《역사의 라이벌》KBS 1994년
- 《옥이 이모》SBS 1995년
- 《코리아게이트》SBS 1995년 - 홍순룡 역
- 《찬란한 여명》KBS 1995년
- 《임꺽정》SBS 1996년
- 《왕과 비》KBS 1998년 - 하위지(1387년 ~ 1456년) 역
- 《야망의 전설》 KBS 1998년
- 《네 꿈을 펼쳐라》EBS 1999년 - 이선생 역
- 《부부클리닉 사랑과 전쟁》KBS 2000년
- 《태조 왕건》KBS 2001년 - 염흔 역
- 《네 자매 이야기》MBC 2001년
- 《초등 3년 영어 - Michael, my friend》EBS 2001년 - 한종철 역
- 《제국의 아침》KBS 2002년 - 식회 역
- 《야인시대》SBS 2002년 - 최영규 역
- 《역사극장》EBS 2003년
- 《법정드라마 실화극장 죄와 벌》MBC 2003년
- 《낭랑 18세》 KBS2 2004년 - 차장검사 역
- 《폭풍 속으로》SBS 2004년
- 《불멸의 이순신》KBS 2004년 - 신립(1546년 ~ 1592년) 역
- 《대조영》KBS 2006년 - 김찬(신라 장군) 역
- 《하이에나》tvN 2006년
- 《왕과 나》SBS 2008년 - 박원종(1467년 ~ 1510년) 역
- 《천추태후》KBS 2009년
- 《명가》KBS 2010년
- 《거상 김만덕》KBS 2010년
- 《광개토태왕》KBS 2011년
- 《해피 엔딩》JTBC 2012년
- 《대왕의 꿈》KBS 2012년 - 계루(백제 장군) 역
- 《정도전》KBS 2014년 - 조반(1341년 ~ 1401년) 역
- 《징비록》KBS 2015년 - 박홍(1534년 ~ 1593년) 역
- 《태종 이방원》KBS 2022년 - 이거이(1348년 ~ 1412년) 역

### 라디오 프로그램
- 2015년 EBS FM 《EBS 책 읽는 라디오 낭독 시리즈》